# ネルソン・バプティスタ・ジュニオール
ネルシーニョ・バプティスタ（Nelsinho Baptistaまたは Nelsinho Batista） ことネルソン・バプティスタ・ジュニオール（Nélson Baptista Júnior、1950年7月22日 - ）は、ブラジル・サンパウロ州カンピナス出身の元プロサッカー選手。サッカー指導者。プレーヤー時代はネルソンとして知られ、ネルシーニョの愛称は監督生活を始めてからのものである。

## 経歴

### 選手時代
1967年にAAポンチ・プレッタでプロ生活を開始。現役時代のポジションは右サイドバック。テクニックが特に優れているプレーヤーではなかったが、賢さでプレーするタイプで、攻撃に参加してアシストや得点を奪うDFがほとんどいなかった当時、現在のサイドバックの先駆者とも言えるプレーでサポーターから愛された。1971年から所属したサンパウロFCでは262試合に出場し6ゴールを決め、1975年のサンパウロ州選手権で優勝、初のビッグタイトルを手にした。ここではタッササンパウロのコリンチャンス戦でPKキッカーとして3度PKを失敗(主審が相手GKが動いたとして2度やり直し、全てポストに当ててしまい、全て失敗した)したこともあった。その後、サントスFCでプレー、州選手権で優勝を果たした後、CAジュベントスでは2部リーグ優勝を果たし、現役生活を終えた。

### 指導者時代
現役引退後は指導者に転身し、古巣のポンチ・プレッタ、サンパウロFCをはじめ、CRフラメンゴ、クルゼイロEC、SEパルメイラス、SCコリンチャンス・パウリスタなどのクラブを率いた。1988年、パラナ選手権で優勝し、監督としての初タイトルを獲得した。コリンチャンスでは1990年にブラジル全国選手権ではテレサンターナ監督が率いたサンパウロを破り優勝、この手腕から高額でパルメイラスに引き抜かれた。1997年にサンパウロ州選手権で優勝、サンパウロFCでも1998年にサンパウロ州選手権優勝を果たした。
1994年7月に初来日し、ヴェルディ川崎のヘッドコーチに就任する。ヴェルディは前年から松木安太郎が監督を務めていたが、ヘッドコーチ就任後のNICOSシリーズでは実質的に指揮を執る事になる。松木退任後の1995年に監督に就任すると、序盤は苦戦するもNICOSシリーズは優れた手腕でチームを優勝に導き、この実績が評価され、1995年11月には次期日本代表監督就任が内定していたが、長沼健日本サッカー協会 (JFA) 会長（当時）の"鶴の一声"により、加茂周（当時）の監督続投が決定。これに対して、ネルシーニョはJFAを「腐ったミカン」と批判した。この騒動の後、ヴェルディ川崎の監督を辞任。
その後はブラジルに帰国し複数のクラブの指揮を執った後、2003年より名古屋グランパスエイトの監督に就任したが、成績不振により2005年9月に解任。
2007年途中から率いたスポルチ・レシフェではペルナンブーコ州選手権 を連覇し同クラブ初のメジャータイトルであるコパ・ド・ブラジルも制した。
2009年7月から柏レイソルの監督に就任。2010年にはJ2で優勝。2011年にJ1優勝へ導いた（昇格1年目の優勝はJ史上初）。2012年6月30日、ガンバ大阪戦で勝利し、Jリーグ外国人監督最多となる101勝目を挙げた。
2013年8月31日鹿島戦終了後、柏の監督を辞任するとコメントしたが、9月5日にこれを撤回して指揮を執ることになった。
2014年9月17日記者会見を行い、契約を2014年限りとすることを発表した。最終的に2012年以降で最高順位の4位で終わった。
2014年12月12日、2015年からヴィッセル神戸の監督に就任することが発表された。2016年のセカンドステージでは、チーム最高の2位に導いた。2017年8月16日付で成績不振を理由に監督を解任された。
2017年12月12日、ブラジルセリエAのスポルチ・レシフェの監督に就任。しかし2018年4月24日のボタフォゴ戦後にクラブに無断で会見を開き監督を辞任した。
2019年より5年ぶりに柏の監督に就任すると発表された。同シーズンはチームを二度目となるJ2リーグ優勝・J1リーグ昇格へ導き、JリーグアウォーズにおいてJ2優勝監督賞が贈られた。
2020年シーズンは、開幕戦で勝利したもののコロナ禍の影響もあって7位に終わった。また、ルヴァンカップは決勝まで進んだがFC東京に敗北し準優勝に終わった。
2021年シーズンは、オルンガの移籍・コロナ禍での新外国人選手の合流の遅れ・江坂任や呉屋大翔、ペドロ・ハウルらのシーズン途中での移籍などもあり、チームを上手くまとめられずにシーズン序盤からJ2降格危機に瀕したが、監督としてJ1通算200勝を達成したセレッソ大阪戦で辛くもJ1残留を確定させた。
2022年シーズンは、序盤には一時的に首位に立つなど下馬評を覆すような勢いを見せ、多くのサポーターを沸かせたがシーズン後半に入ると主力選手の離脱などもありペースが落ち、最終的にはリーグ7位になり10試合勝利無しという状況でシーズンを終えた。
2023年シーズンは、開幕6試合勝利なしと序盤から低迷。昨シーズン後半からのリーグ戦未勝利記録は16試合まで伸びた。第7節の鹿島アントラーズ戦でようやくシーズン初勝利をあげたものの、その後も不安定な戦いが続き下位から抜け出せずにいた。そして第13節横浜FC戦に敗戦したことが決め手となり、5月17日に双方合意のもとで退任することが正式に発表された。

## タイトル

### 指導者時代

#### チーム
アトレチコ・パラナエンセ
- パラナ州選手権 : 1988

コリンチャンス
- ブラジル全国選手権 : 1990
- サンパウロ州選手権 : 1997

ヴェルディ川崎
- NICOSシリーズ : 1995

サンパウロ
- サンパウロ州選手権 : 1998

ゴイアス
- ゴイアス州選手権 : 2003

スポルチ
- ペルナンブーコ州選手権 : 2008, 2009
- コパ・ド・ブラジル : 2008

柏レイソル
- J2リーグ : 2010,2019
- J1リーグ : 2011
- ゼロックス・スーパーカップ : 2012
- 天皇杯 : 2012
- ヤマザキナビスコカップ : 2013
- スルガ銀行チャンピオンシップ : 2014

#### 個人
- Jリーグ・最優秀監督賞：1回（2011年）
- J2リーグ・優勝監督賞：1回（2019年）